# Joyce Karlin
Joyce Ann Karlin Fahey (Caracas, 5 de enero de 1951) es una abogada, exjueza y política estadounidense.
Como jueza de la Corte Superior del Condado de Los Ángeles, es famosa por haber sentenciado a Soon Ja Du; la comerciante que asesinó a Latasha Harlins; a solo cinco años de libertad condicional y 400 horas de servicio comunitario, sin tiempo en la cárcel. La sentencia fue ampliamente criticada por la comunidad y se cita como un catalizador para los disturbios de Los Ángeles de 1992.

## Biografía

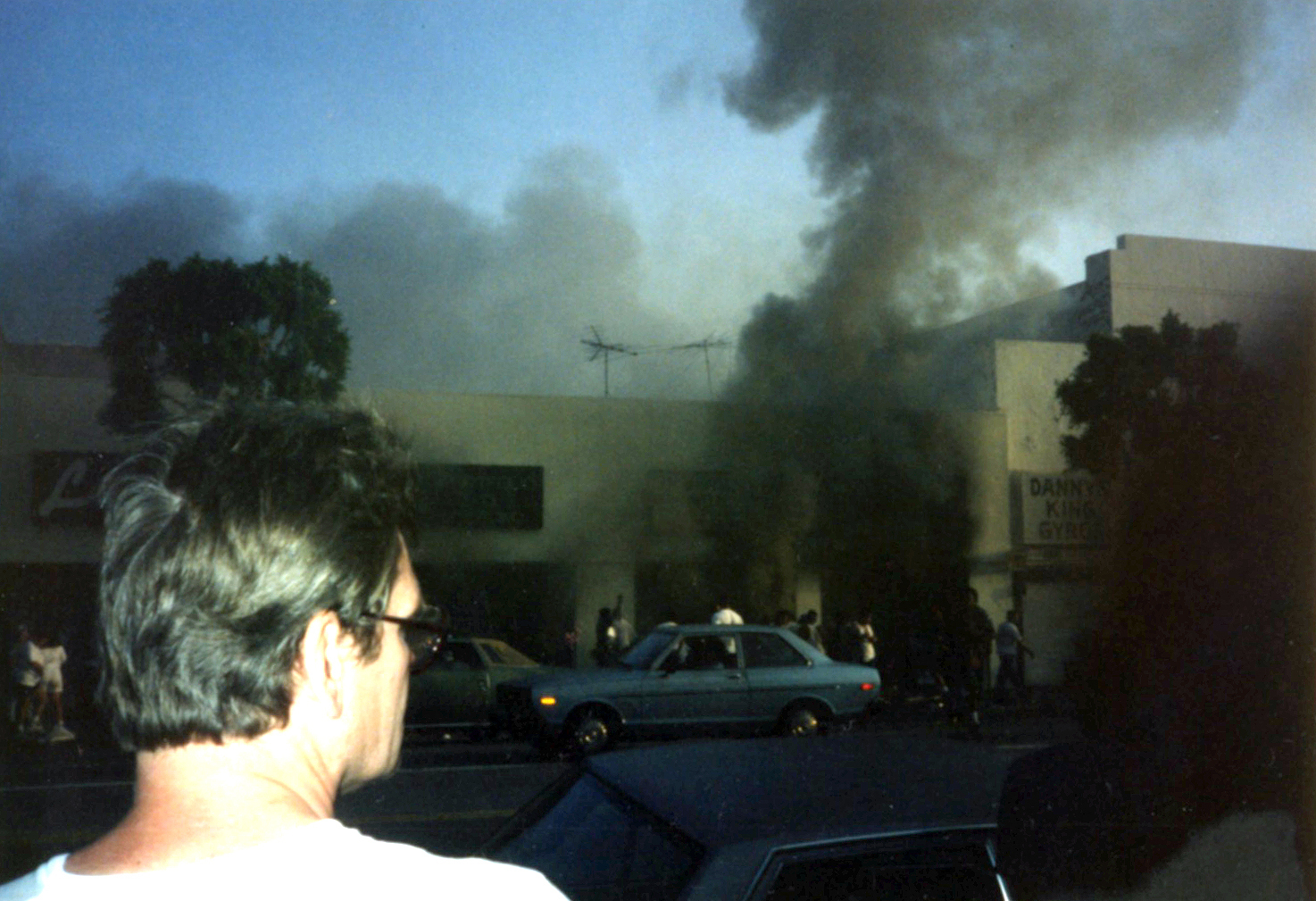
Disturbios de Los Ángeles de 1992, una sentencia de Karlin es considerada una de las causas.

Su padre fue un ejecutivo del estudio cinematográfico Warner Bros. Durante su infancia vivió en varios países, incluyendo Alemania, Italia y Argentina, hasta que su familia regresó a Chicago.
En 1974 se licenció como abogada en la Universidad Loyola Chicago, a los 23 años.
Desde que se retiró como jueza, ha usado el apellido Fahey de su marido.

## Carrera
Trabajó como abogada defensora en Chicago y Los Ángeles y luego se desempeñó como asistente del Fiscal de los Estados Unidos en California. Se convirtió en jueza de la Corte Superior en 1991.
Fue elegida jueza del Tribunal Superior de California en 1992, recibiendo el 51% de los votos y derrotando a otros cuatro candidatos.
En 1997 se retiró de su posición como jueza y más tarde fue elegida para el consejo de la ciudad californiana de Manhattan Beach.

## Juicio de Latasha Harris
La leve sentencia que impuso en el juicio por homicidio de la adolescente Latasha Harrisse se vio contrariada semanas después por otra mucho más severa que sancionó a un hombre de Glendale por patear a un perro, lo cual fue recibido con indignación y protestas por la comunidad afroestadounidense. 
Los historiadores concuerdan que la decisión de la jueza alimentó el malestar racial de la comunidad negra, que ya estaba resentida después de la paliza a Rodney King, y contribuyó a los disturbios de Los Ángeles de 1992.
Posteriormente el fiscal de distrito del condado de Los Ángeles emitió una «política de declaración jurada general», que no le permitió a Karlin juzgar casos de crímenes violentos. En 1992 se llevó a cabo un proceso de destitución que fracasó.
El fiscal de distrito, Ira Reiner, dijo: «fue un error judicial tan impresionante, que la jueza Karlin no tiene credibilidad pública para continuar juzgando casos penales».